# Parque Nacional Cúc Phương

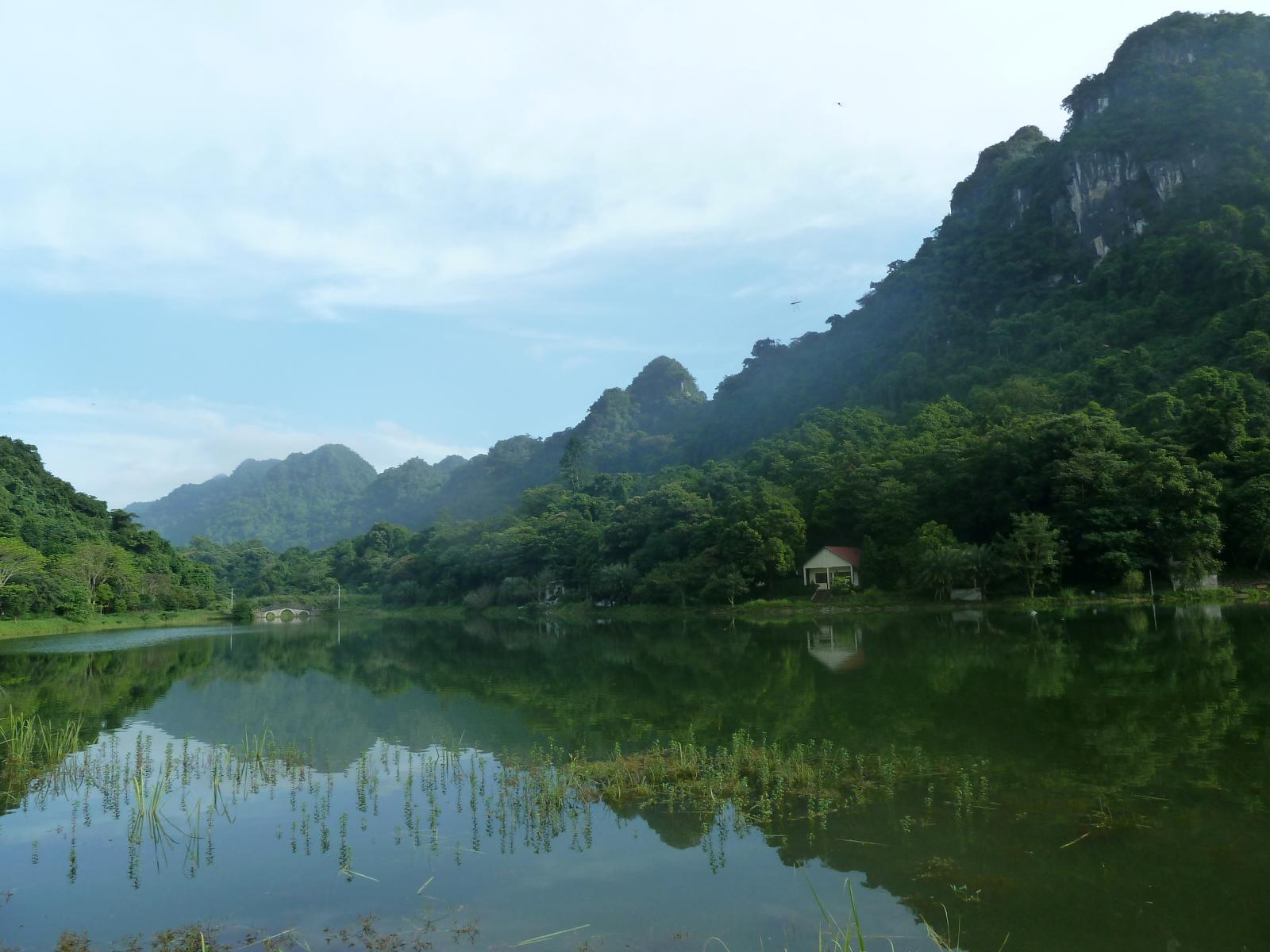
Parque Nacional Cúc Phương

O Parque Nacional Cúc Phương (em vietnamita: Vườn quốc gia Cúc Phương) está localizado na Província de Ninh Bình, na região do Delta do Rio Vermelho, no Vietnã. O Cúc Phương foi o primeiro parque nacional do Vietnã [en] e é a maior reserva natural do país. O parque é um dos locais mais importantes para a biodiversidade no Vietnã.

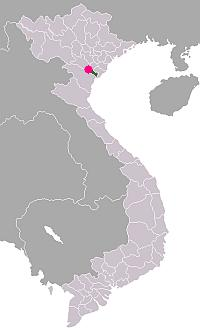
Mapa do Vietnã. O Parque Nacional Cúc Phương está marcado em vermelho. A Província de Ninh Bình está marcada em preto.

## História
Em 1960, Cúc Phương foi designado como reserva florestal e, em 1962, foi consagrado como Parque Nacional Cúc Phương pelo presidente Ho Chi Minh. A ocupação humana em Cúc Phương remonta a milhares de anos, entre 7.000 e 12.000 anos atrás. Artefatos desse período, como túmulos humanos, machados de pedra, lanças de osso pontiagudas, facas de conchas de ostra e ferramentas de moagem, foram encontrados em várias cavernas dentro do parque. Em 1789, a seção Quen Voi do parque foi palco de uma grande batalha na guerra civil entre Nguyễn Huệ e Thăng Long. Mais recentemente, conflitos surgiram entre o governo e cerca de 2.500 membros da etnia minoritária Muong, que vivem, cultivam e caçam no parque. Em 1987, 500 Muong foram realocados para fora do parque devido a problemas relacionados à caça ilegal e ao uso da terra.

## Paisagem e clima
Cúc Phương está situado nas encostas das montanhas do norte da Cordilheira Annamita. O parque é composto por montanhas cársticas verdejantes e vales exuberantes. A altitude varia de 150 a 656 m no cume da Montanha May Bac, também conhecida como Montanha da Nuvem Prateada. As montanhas de calcário abrigam numerosas cavernas, muitas das quais podem ser exploradas.
A temperatura média em Cúc Phương é de 21°C, com uma média de inverno de 9°C. As temperaturas máximas podem ultrapassar 30°C, enquanto as mínimas ficam pouco acima de 0°C. Nas baixas elevações do vale o clima é quente e úmido, enquanto nas elevações mais altas, a temperatura cai e existe o perigo de úlceras por frio. Em média, chove mais de 200 dias por ano, com uma precipitação média anual de 2100 mm. A estação seca ocorre de novembro a fevereiro, sendo dezembro e janeiro os meses mais secos.

## Flora e fauna
Cúc Phương abriga uma impressionante diversidade de flora e fauna. O parque é habitat de 97 espécies de mamíferos, incluindo os ameaçados macacos Colobinae; 300 espécies de aves; 36 espécies de répteis; 17 espécies de anfíbios; 11 espécies de peixes; 2.000 espécies de plantas vasculares e milhares de espécies de insetos. Várias espécies do parque estão listadas no Lista Vermelha de Espécies Ameaçadas do Vietnã.

Terminalia myriocarpa conhecida como a "Árvore de mil anos de idade"

O parque abrange partes das ecorregiões das Florestas tropicais de baixa altitude do norte do Vietnã e das Florestas subtropicais do norte da Indochina.
Entre os primatas do parque estão macacos, gibões, langures e lóris lentos. Outros mamíferos incluem morcegos, porcos-espinhos, esquilos voadores, Callosciurus erythraeus [en] e o raro esquilo-gigante-negro [en]. No passado, o parque abrigava ursos negros asiáticos, cães selvagens, elefantes, rinocerontes e tigres, mas a caça excessiva e a falta de presas levaram à perda dessas espécies. Leopardos, leopardos-nebulosos e gatos-da-selva ainda podem estar presentes no parque.
As espécies de aves incluem Arborophila brunneopectus [en], Tropicoperdix chloropus, Lophura nycthemera [en], Psilopogon lagrandieri, Pericrocotus speciosus, Dicrurus paradiseus, galo-vermelho, faisões-pavão cinzentos, barbichas-de-orelhas-verdes, coruja Ninox scutulata, pega-bronzeada, leiotriquídeos, timaliídeos e pássaros do gênero Urocissa. Espécies migratórias incluem tordos, tentilhões, corredeira, Muscicapidaes, Baeolophus, entre outros. Calaus também podem ser observados na floresta.
Uma subespécie endêmica de peixe cavernícola subterrâneo também é encontrada no parque. O parque é a localidade-tipo de várias espécies de invertebrados, incluindo Zaxiphidiopsis bazyluki.
A flora do parque inclui um dossel com várias camadas, com uma diversidade de árvores (algumas com caulifloria [en]) e espécimes de grande porte que atingem até 70 m de altura, como as árvores Tetrameles nudiflora e Carya sinensis. A flora é composta por cerca de 2.000 espécies registradas, incluindo lianas e epífitas, como orquídeas e samambaias, Asplenium, com folhas excepcionalmente longas. O parque também contém plantas usadas para fins práticos, como especiarias e medicamentos, além de frutas, nozes e brotos comestíveis.

## Programas de conservação

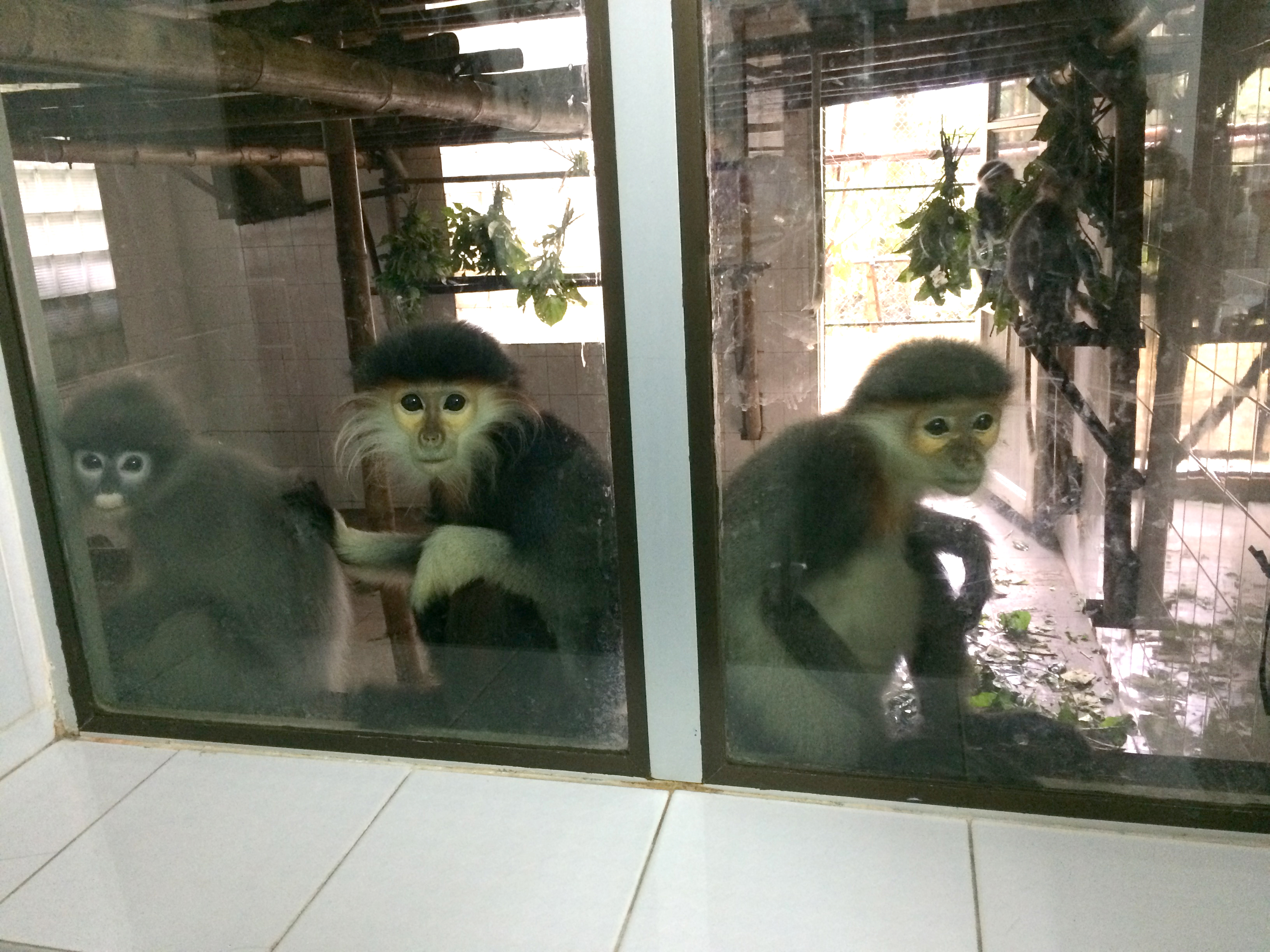
Centro de Resgate de Primatas Ameaçados.

Existem três programas de conservação localizados no Parque Nacional Cúc Phương:

### Centro de Resgate de Primatas Ameaçados
O centro de primatas abriga espécimes de langures, lóris e gibões, incluindo os criticamente ameaçados Trachypithecus delacouri, T. poliocephalus e Nomascus concolor. O centro foi estabelecido em 1993 com o apoio da Sociedade Zoológica de Frankfurt e cresceu para 180 animais em 50 jaulas, 4 casas e dois recintos semi-selvagens.

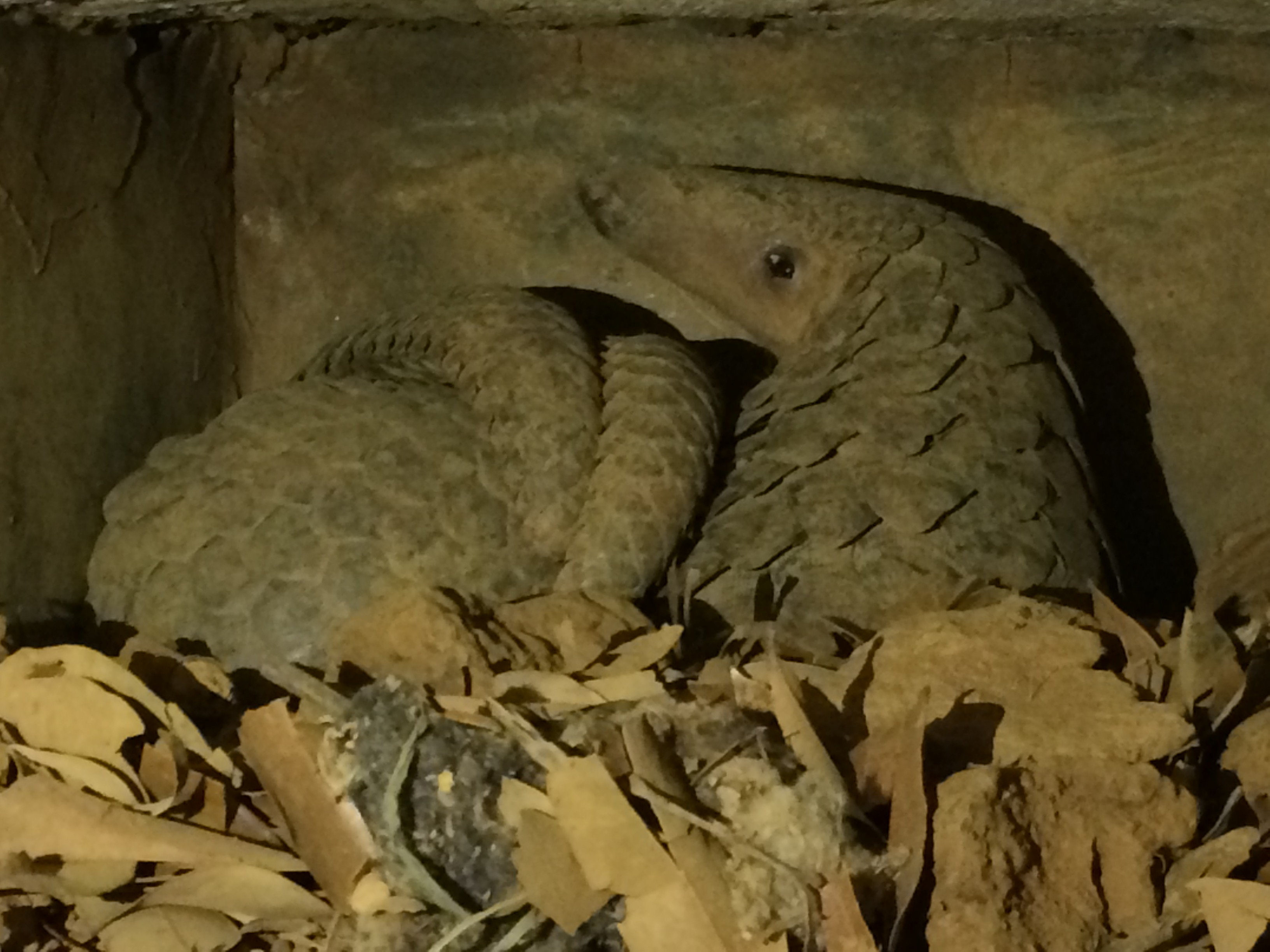
Mãe e filhote de pangolim - Centro de Resgate de Pangolins

### Programa de Conservação de Carnívoros e Pangolins
O Programa de Conservação de Carnívoros e Pangolins (CPCP) é dedicado à conservação de pequenos carnívoros ( civetas, Poiana, gatos pequenos, furões, lontras e texugos) e pangolins no Vietnã. O programa foi estabelecido em 1995 como um programa específico para a civeta Chrotogale owstoni [en], uma espécie ameaçada, e desde então expandiu-se para incluir todas as espécies de pequenos carnívoros. Em 2006, o programa também começou atividades focadas na conservação das duas espécies de pangolins do Vietnã, o pangolim chinês e o pangolim malaio. Todas essas espécies estão ameaçadas pelo comércio ilegal de vida selvagem, que tem um impacto devastador nas populações selvagens em todo o Sudeste Asiático.
O objetivo é conservar essas espécies ameaçadas por meio do resgate e reabilitação de animais confiscados do comércio, educação e conscientização, e pesquisas de campo. O programa também gerencia o único programa de reprodução em cativeiro da região para Chrotogale owstoni, uma espécie endêmica da Indochina, cujo principal alcance está no Vietnã.
O centro principal do CPCP está localizado no Parque Nacional Cúc Phương, mas opera um programa de resgate em todo o país e possui locais de campo ativos no centro e sul do Vietnã.

### Centro de Conservação de Tartarugas
O Centro de Conservação de Tartarugas foi estabelecido em 1998 e abriga algumas das tartarugas mais ameaçadas do Vietnã, incluindo a espécie Mauremys annamensis [en], que está quase extinta na natureza.

## Turismo
O Parque Nacional Cúc Phương é um dos destinos turísticos naturais mais populares do Vietnã. Dezenas de milhares de vietnamitas e um fluxo constante de turistas estrangeiros visitam o parque anualmente. Há instalações de hospedagem e restaurantes disponíveis na entrada e dentro do parque. Uma estrada pavimentada corta o parque e é feita a manutenção de várias trilhas para caminhadas. Guardas florestais patrulham Cúc Phương e oferecem passeios guiados mediante pagamento de uma taxa.
Outros destinos turísticos próximos localizados na Província de Ninh Bình, incluem a Catedral de Phát Diệm [en], a Antiga Capital Hoa Lư, Tam Cốc – Bích Động, Tràng An e o Templo de Bái Đính [en].